# François Fénelon
François de Salignac de la Mothe, znany jako François Fénelon (ur. 6 sierpnia 1651, zm. 7 stycznia 1715) – francuski arcybiskup, teolog, pisarz i pedagog.

## Życiorys
Urodził się w Château de Fénelon, w Sainte-Mondane, Périgord, w Akwitanii.
W latach 1686–1687 odbywał misję wśród hugenotów. W tym to okresie zaprzyjaźnił się z Jacques-Bénigne Bossuetem, z którym w późniejszym czasie jego drogi się rozeszły. To pod wpływem Bossueta Fenelona przydzielono do grupy największych mówców katolickich (wraz z takimi sławami jak Louis Bourdaloue czy Esprit Fléchier) wysłanych do regionów Francji z największą liczbą hugenotów. Spędził trzy lata w rejonie Saintonge i choć początkowo namówił króla, aby wycofać oddziały z regionu, to później skłaniał się do poglądu, że lepiej jest namówić schizmatyków siłą do słuchania jego przesłania, aby w końcu odrzucili swoje błędy. Od 1689 roku był wychowawcą wnuka Ludwika XIV – Ludwika, księcia Burgundii, ojca przyszłego Ludwika XV.
W roku 1695 Fénelon został arcybiskupem Cambrai. Poznał wtedy Madame Guyon i był odtąd pod wpływem jej kwietystycznych poglądów. Bronił kwietyzmu w Wyjaśnieniu mów świętych, które potępił papież Innocenty XII, a Ludwik XIV skazał autora na banicję.
Fénelon jest autorem dzieła Przygody Telemaka (1699, wyd. pol. 1750), atakującego francuską monarchię absolutną. Jest także autorem Doskonałości chrześcijanina i Maksym Świętych. Tezy Fenelona zwalczał absolutysta Jacques-Bénigne Bossuet.
Pedagog
W latach 1679–1687 był dyrektorem zakładu wychowawczego dla dziewcząt protestanckich, które przeszły na katolicyzm. Jako pedagog napisał O wychowaniu młodzieży płci żeńskiej (1687, wyd. pol. 1823) przeciwstawiając się wychowywaniu dziewcząt w klasztorach. W swoich poglądach domagał się dostępu dla dziewcząt do szkolnictwa na poziomie podstawowym, a za właściwe wychowanie – wychowanie zgodnie z prawami natury opartymi na zasadzie humanizmu chrześcijańskiego.